# Takahiro Nakamae
Takahiro Nakamae (Hiroshima, 13 de agosto de 1960)es un diplomático japonés. Embajador de Japón en España (desde 2022).

## Biografía
Takahiro nació en Hiroshima en 1960. Tras graduarse en la escuela secundaria Hiroshima Gakuin, —una escuela que había sido fundada por la Compañía de Jesús en 1956 y en la Facultad de Derecho de la Universidad de Tokio (marzo de 1985), aprobó el Examen Avanzado de Reclutamiento de Servicio Civil Extranjero e ingresó en el Ministerio de Asuntos Exteriores en abril del mismo año.
Como diplomático ha ocupado diversos cargos: Cónsul General de São Paulo, director general para América Latina y América del Sur del Ministerio de Relaciones Exteriores (14 de julio de 2017-24 de julio de 2019); embajador de Japón en Argentina (24 de julio de 2019-9 de septiembre de 2022); y embajador de Japón en España (desde el 9 de septiembre de 2022).Anteriormente, había residido en Irak, México, Nueva York y París.